# اویچ
اویچ (به آلمانی: Eutzsch) یک منطقهٔ مسکونی در آلمان است که در کمبرگ واقع شده‌است. اویچ ۶۵۴ نفر جمعیت دارد.